# Niels Frank
Niels Frank (født 25. februar 1963) er en dansk digter og forfatter. Har bl.a. modtaget Otto Rungs Forfatterlegat (1993) Emil Aarestrup Medaillen (1995), Otto Gelsted-prisen (1999), Georg Brandes-Prisen (2007), Montanas Litteraturpris (2008) og Kritikerprisen (2013). Han blev i 2008 indstillet til livsvarig ydelse.
Niels Frank var i 2023 nomineret til Nordisk Råds litteraturpris. 
Han var også nomineret til Politikkens Litteraturpris 2022. Nomineret til Mofibos litteraturpris 2023. og til Læsernes Bogpris 2023
Seneste værk er Det slutter her: beretningen om en familie fra 2025.
Niels Frank har de seneste år deltaget i et utal af tv- og radio-programmer samt podcast-serier (eksterne henvendelser)
Blandt sine helt store kilder til inspiration er den franske forfatter Marcel Proust, den amerikanske digter John Ashbery, den argentinske digter Jorge Luis Borges og ikke mindst den store danske forfatter og eventyrer Karen Blixen. Udover forfatterskabet har han fra 1990-1993 været redaktør for tidsskriftet Den Blå Port og fra 1996-2002 var han rektor for Forfatterskolen. Han er desuden medlem af Statens Kunstfonds litterære tremandsudvalg, samt medlem og medstifter af blogkollektivet Promenaden.
Privat bor Niels Frank i København og har siden 1989 været gift med Gerardo Alvarado fra Texas, USA.

## Forfatterskab

### Digte
- Øjeblikket, Gyldendal 1985
- Digte i kim, Gyldendal 1986
- Genfortryllelsen: Erindringsdigte, Gyldendal 1988
- Tabernakel, Gyldendal 1996
- CV, Basilisk 2001
- Én vej, Samleren 2005
- Små Guder, Gyldendal 2008

### Essays og genrehybrider
- Yucatán : essays og andre forsøg, Gyldendal, 1993
- Livet i troperne : metaforismer, Samleren 1998
- Første person, anden person, Samleren 2004
- Tak for i går: Femten kunsthistorier, Lindhardt & Ringhof 2006
- Alt andet er løgn. Essays om moderne litteratur, Gyldendal 2007
- Spørgespil, Gyldendal 2010
- Tristhedens historie, Gyldendal 2015
- Vulkaner på måner, Gyldendal 2018

### Roman
- Nellies bog, Gyldendal, 2013
- Sidste vers, Gyldendal 2019

### Biografisk værk
- Fanden tage dig: Beretningen om et kvindedrab, Gyldendal 2022
- Det slutter her: Beretningen om en familien, Gyldendal 2025